# Dischingen

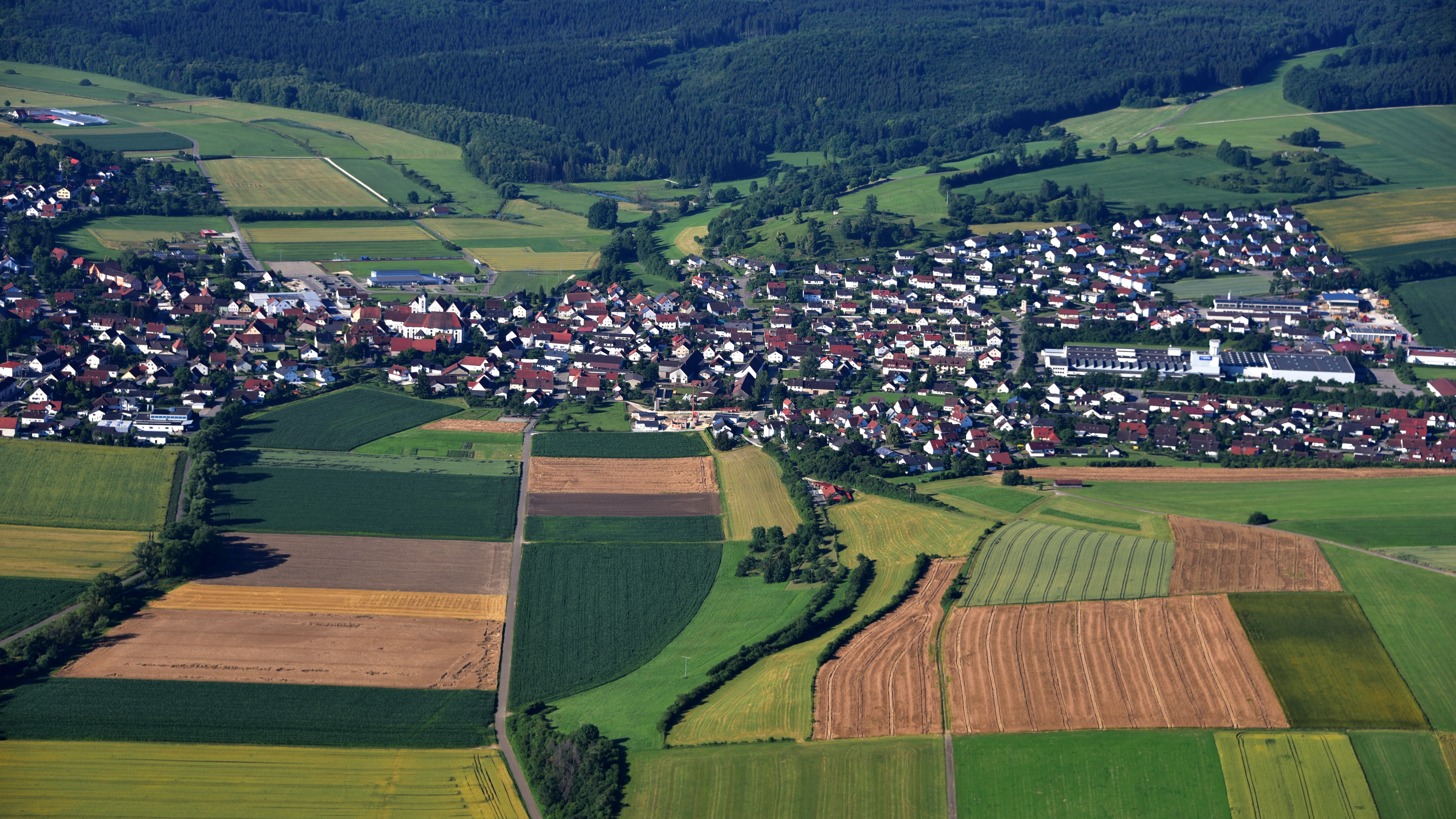
Dischingen, Luftaufnahme (2016)

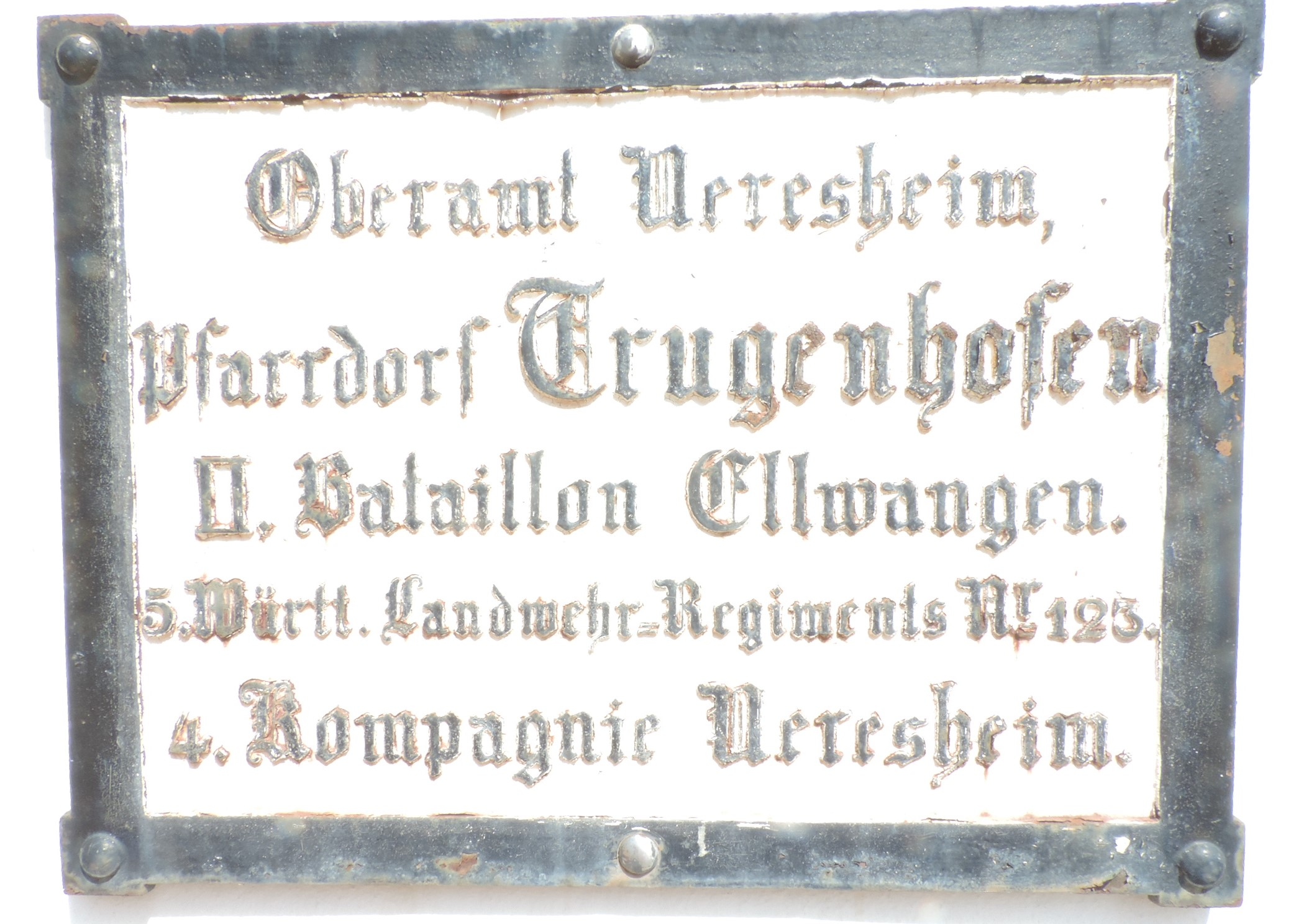
Altes Ortsschild, angebracht an der Gemeindeverwaltung Trugenhofen

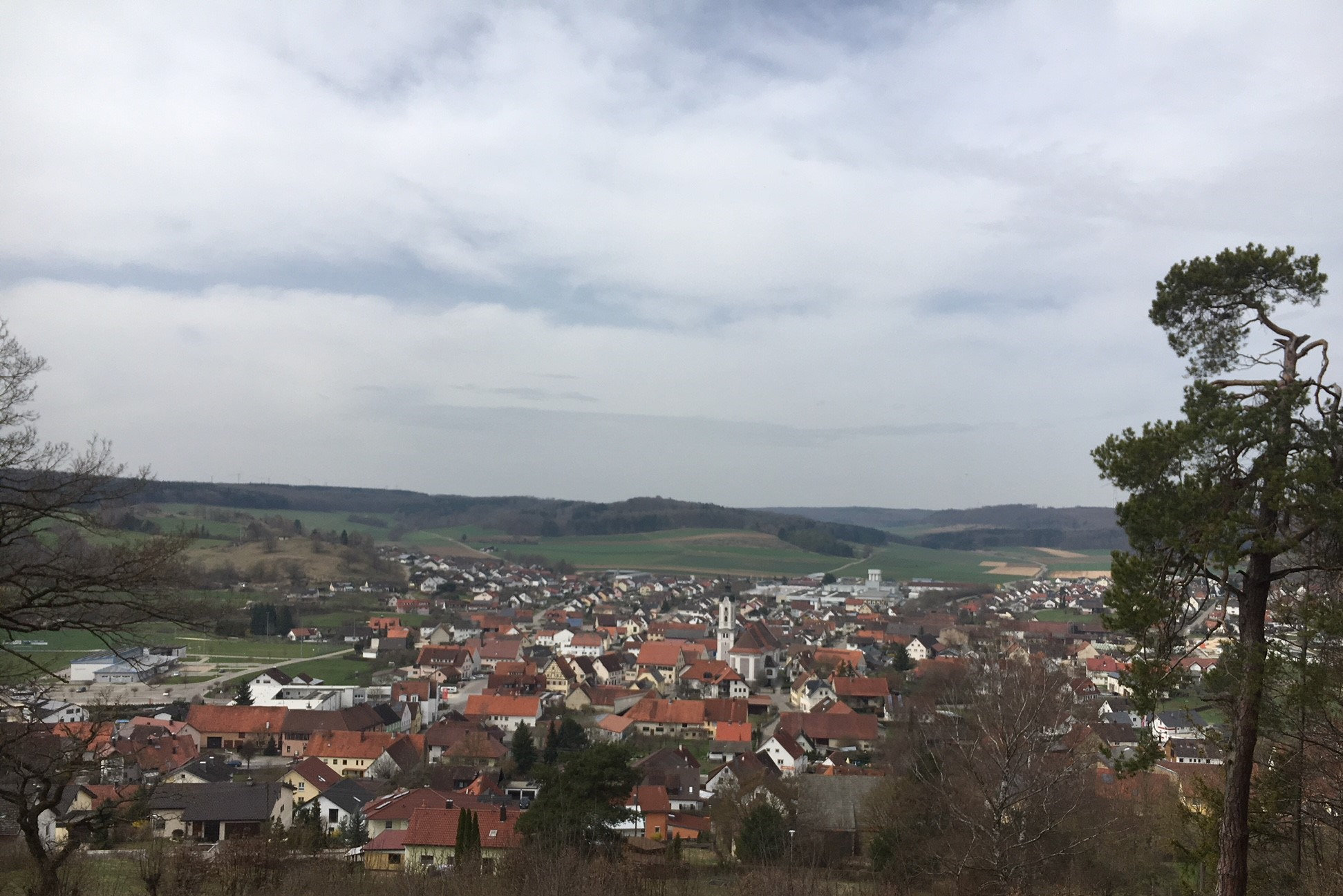
Blick vom Englischen Wald auf Dischingen

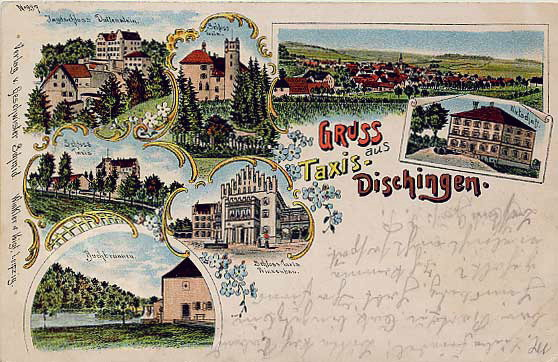
Dischingen um 1900

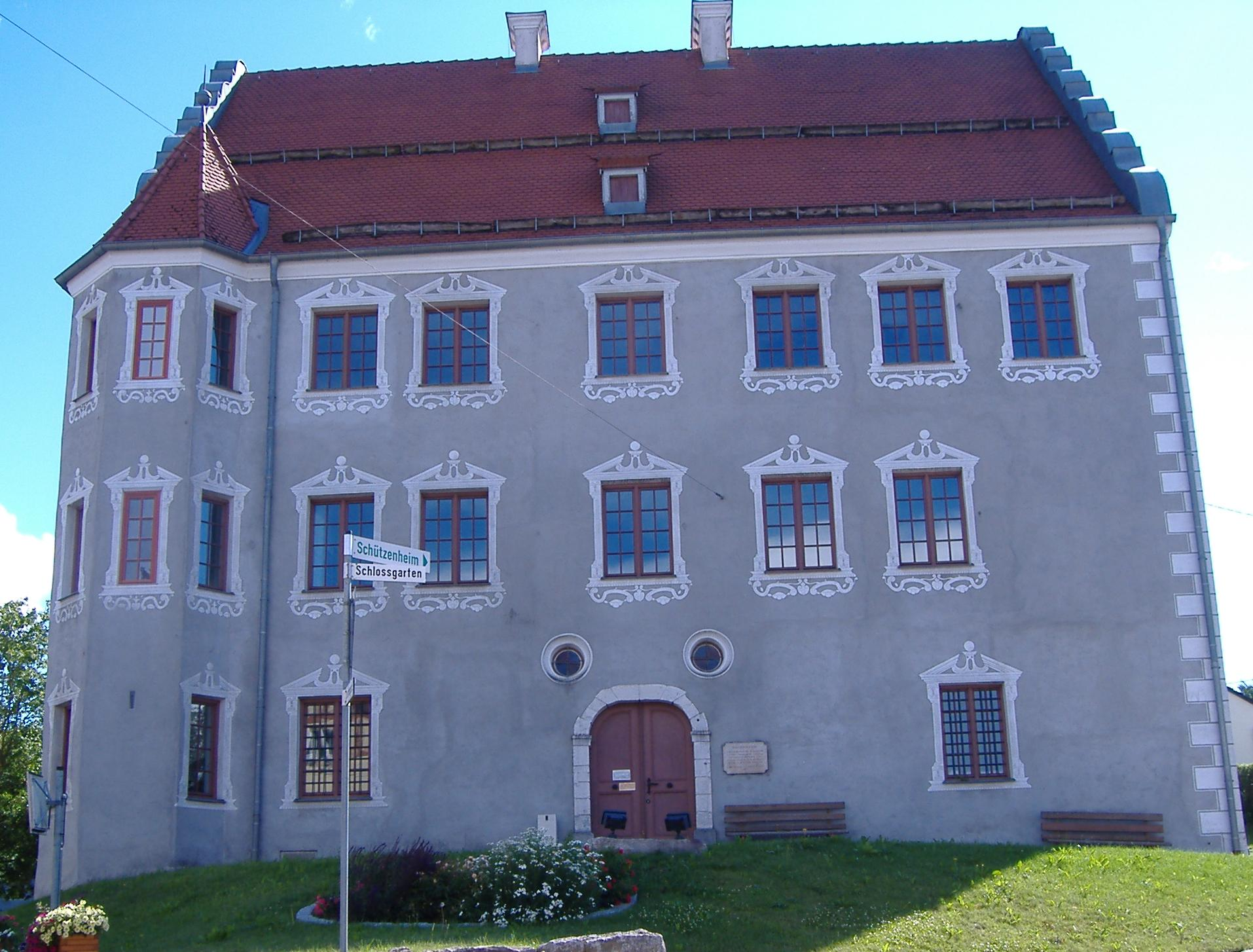
Vorderfront vom Schloss Ballmertshofen

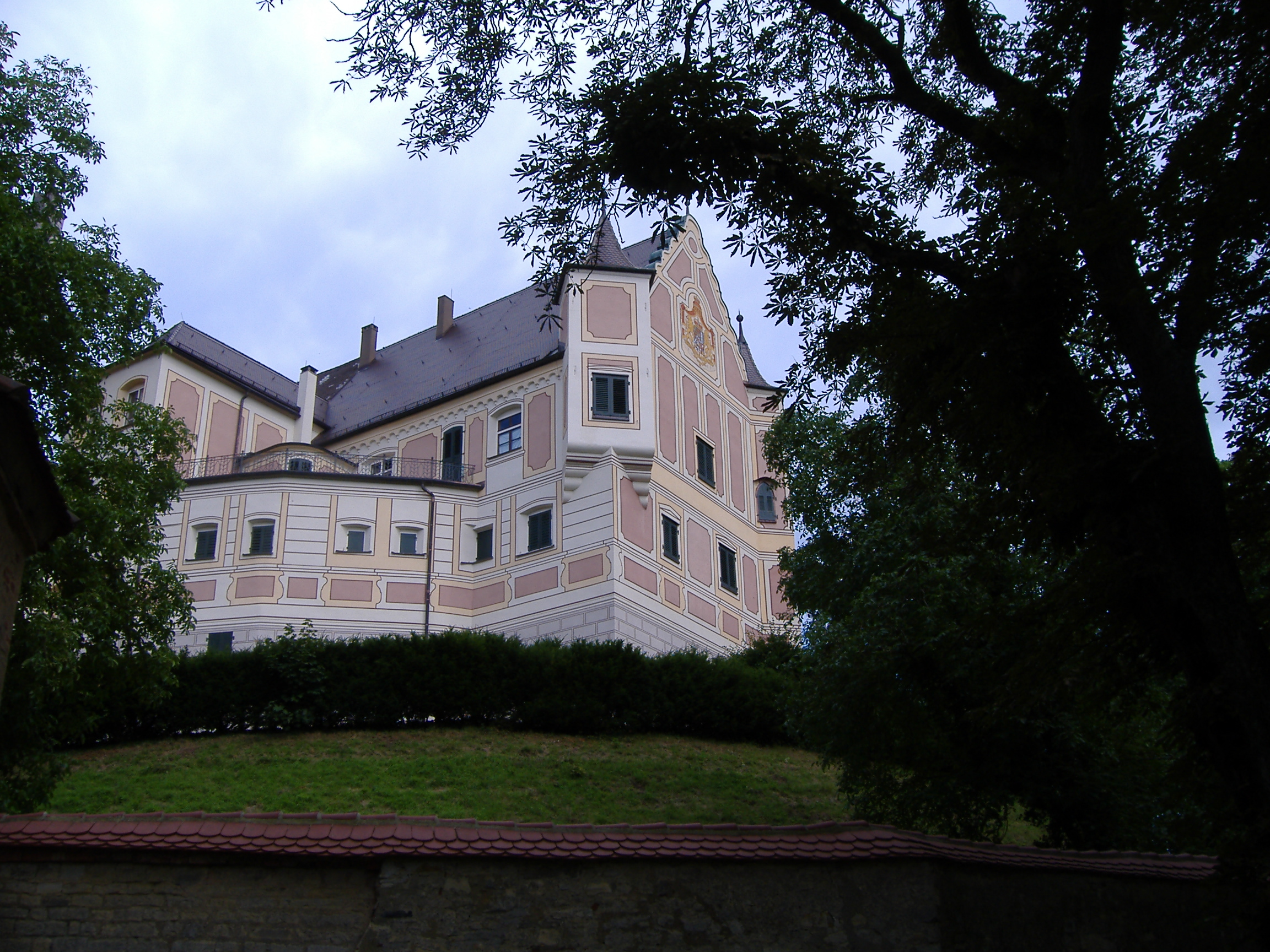
Schloss Thurn und Taxis

Die Gemeinde Dischingen ist ein staatlich anerkannter Erholungsort im Landkreis Heidenheim in Baden-Württemberg. Sie gehört zur Region Ostwürttemberg und ist die östlichste Gemeinde Baden-Württembergs.

## Geographie

### Geographische Lage
Die östlichste Gemeinde des Bundeslandes liegt in den nordöstlichen Ausläufern der Schwäbischen Alb im Härtsfeld und wird von Norden nach Süden vom Donauzufluss Egau durchflossen, an der auch das namengebende Dorf der Gemeinde liegt. Ihr höchster Punkt liegt auf dem Ohrberg an der Westspitze des Gemeindegebietes auf etwa 628 m ü. NHN, der niedrigste am Austritt der Egau in Richtung Ziertheim auf etwa 455 m ü. NHN. Einige Zuflüsse aus dem Gemeindegebiet, das zur Gänze zu dieser entwässert, erreichen die Egau erst jenseits der Gemeindegrenze.

### Nachbargemeinden
Dischingen grenzt im Westen an die Gemeinde Nattheim, ebenfalls im Landkreis Heidenheim gelegen, und im Norden an die Stadt Neresheim im Ostalbkreis, die beide zu Baden-Württemberg gehören. Die übrigen Nachbargemeinden liegen alle in Bayern. Die Gemeinde Forheim im Nordosten und die Gemeinde Amerdingen im Osten sind Teil des Landkreises Donau-Ries, zum Landkreis Dillingen an der Donau rechnen die Gemeinde Finningen im Südosten, Mödingen und Ziertheim im Süden sowie Bachhagel und zuletzt Zöschingen im Südwesten.

### Gemeindegliederung
Zur Gemeinde Dischingen gehören die Ortsteile (Wohnbezirke) Ballmertshofen (Wohnbezirk II), Demmingen (Wohnbezirk III), Dischingen (Wohnbezirk I), Dunstelkingen (Wohnbezirk IV), Eglingen (Wohnbezirk V), Frickingen (Wohnbezirk VI) und Trugenhofen (Wohnbezirk VII), die identisch mit den zuvor selbstständigen Gemeinden sind. Die offizielle Benennung der Ortsteile erfolgt durch vorangestellten Namen der Gemeinde und durch Bindestrich getrennt nachgestellt der Name der Ortsteile. Die Ortsteile bilden zugleich Wohnbezirke und mit Ausnahme des Ortsteils Dischingen Ortschaften im Sinne der baden-württembergischen Gemeindeordnung mit eigenem Ortschaftsrat und Ortsvorsteher. In den Ortschaften selbst mit Ausnahme der Ortschaft Ballmertshofen wird die Unechte Teilortswahl entsprechend angewendet, die Ortschaften sind deshalb ebenfalls in Wohnbezirke unterteilt. Die Ortschaft Demmingen besteht aus den Wohnbezirken Demmingen und Wagenhofen, die Ortschaft Dunstelkingen besteht aus den Wohnbezirken Dunstelkingen und Hofen, die Ortschaft Eglingen besteht aus den Wohnbezirken Eglingen und Osterhofen, die Ortschaft Frickingen besteht aus den Wohnbezirken Frickingen, Katzenstein und Iggenhausen und die Ortschaft Trugenhofen besteht aus den Wohnbezirken Trugenhofen und Schloss Taxis.

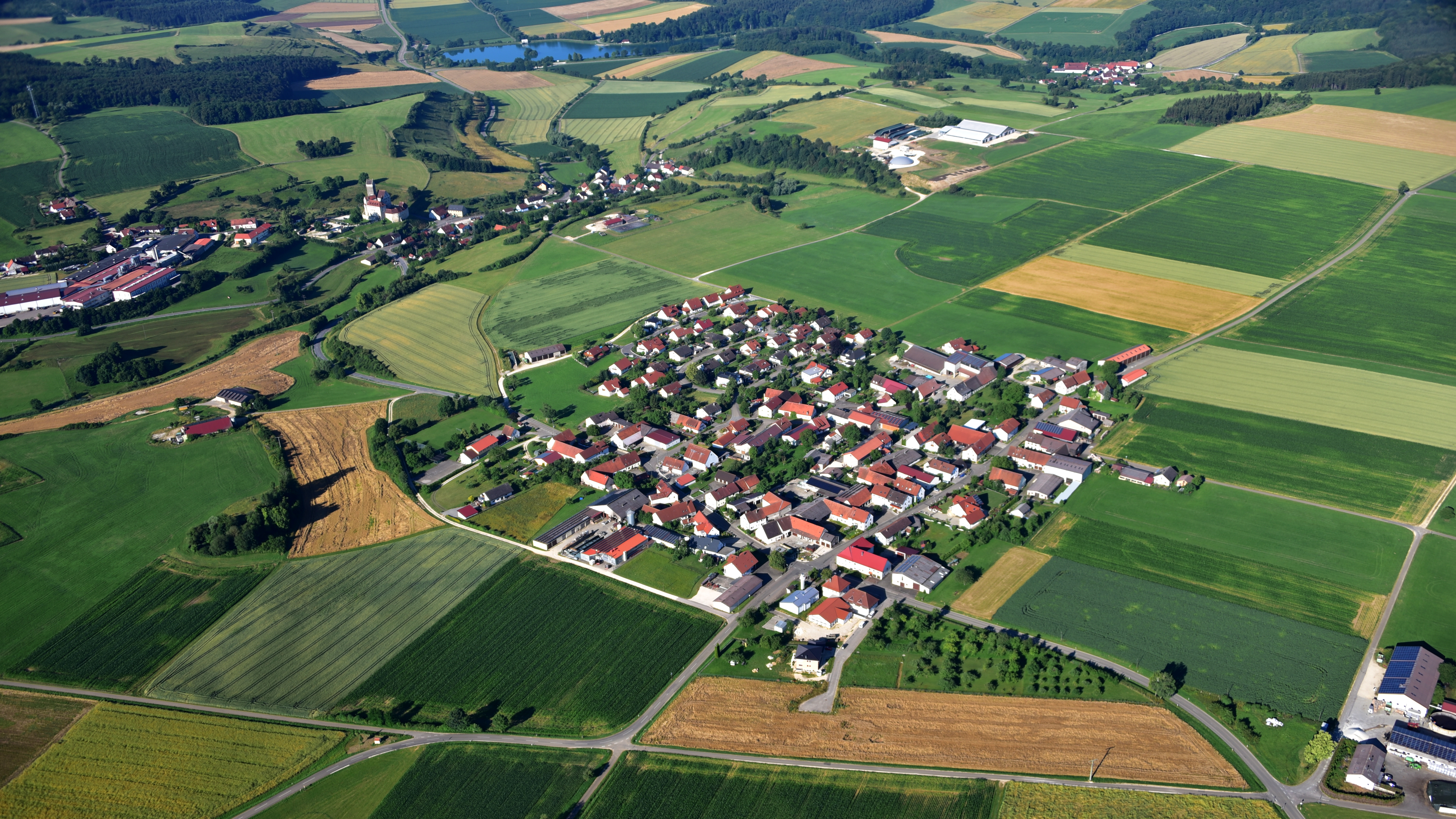
Frickingen, Luftaufnahme (2016)

In der Gemeinde Dischingen liegen 17 Dörfer, Weiler, Höfe und Häuser. Zum Ortsteil Ballmertshofen gehören das Dorf Ballmertshofen und das Haus Rappenmühle sowie die abgegangenen Ortschaften Buebertshausen und Buchmühle. Zum Ortsteil Demmingen gehören das Dorf Demmingen (mit der ehem. Burg Demmingen), der Weiler Wagenhofen und Schloss und Gehöft Duttenstein sowie die abgegangenen Ortschaften (Ober-, Mittel-)Köpfingen, Merlishausen, Waldbruderhaus und »Alte Burg«. Zum Ortsteil Dischingen gehören das Dorf Dischingen, der Weiler Schrezheim, das Gehöft Hochstatter Hof und das Haus Guldesmühle sowie die abgegangenen Ortschaften Knollenburg mit dem Burgstall der Burg Knollenburg, Hasenhof, Riedmühle, Russelhof, Spiegelhof und Reste einer Burg auf dem Eisbühl. Zum Ortsteil Dunstelkingen gehören das Dorf Dunstelkingen, der Weiler Hofen und das Gehöft Prinzenmühle (Buchbergmühle) sowie die abgegangene Ortschaft Raithof. Zum Ortsteil Eglingen gehören das Dorf Eglingen, der Weiler Osterhofen, das Gehöft Baumgries und die Häuser Kruggen und Sturmmühle sowie die abgegangenen Ortschaft »Alte Mühle«. Zum Ortsteil Frickingen gehören das Dorf Frickingen und die Weiler Iggenhausen und Katzenstein sowie die abgegangenen Ortschaften Distelweiler und Kahlhof. Zum Ortsteil Trugenhofen das Dorf Trugenhofen und Schloss und Weiler Taxis sowie die abgegangenen Ortschaften Ziegelhütte und Karlsbronnen.

### Flächenaufteilung
Nach Daten des Statistischen Landesamtes, Stand 2014.

## Geschichte

### Früheste Besiedlung
Im Oberen Gemeindewald wurden keltische Hügelgräber aus der Hallstattzeit gefunden.
Die erste Besiedlung an der Egau im Bereich der Ortschaft Dischingen geht auf die Alamannen zurück, als diese um 260 den römischen Limes von Norden her überquerten und bis zur Donau vordrangen. Dies bezeugen Funde von Gräbern mit Funden wie Bügelfibeln, zum Teil mit Runenschrift.

### Mittelalter
Dischingen wurde erstmals 1049 urkundlich erwähnt. Im Mittelalter gehörte Dischingen zur Grafschaft Dillingen. Von den Grafen von Dillingen wurden Güter an das Kloster Heiligkreuz in Donauwörth, das Kloster Lorch und das Kloster Neresheim geschenkt. Ein Heinrich von Dischingen ist 1228 bis 1232 Bischof von Eichstätt. Das Adelsgeschlecht derer von Dischingen wohnte möglicherweise auf der Knollenburg. Die Dillingisch-Helfensteinischen Güter gehen 1334 an ehemals Dillingische Dienstboten über, die von Hürnheim-Katzenstein. Das Gericht in Dischingen üben zu dieser Zeit die Oettingischen Vögte aus. Die Herren von Trugenhofen mit Sitz auf Burg Trugenhofen an der heutigen Stelle von Schloss Taxis verlieren ihre Dischinger Besitztümer 1339 an die Grafen von Oettingen-Wallerstein.
Herdegen II. von Katzenstein überließ im Jahre 1354 seine Besitztümer den Grafen von Oettingen, erwarb die komplette Herrschaft Trugenhofen mit dem ganzen Ort Dischingen jedoch wieder 1365. Nur etwa ein Jahr später, am 13. Oktober 1366, erhielt er das Marktrecht für Dischingen von Kaiser Karl IV. Außerdem erhielt er alle richterlichen Befugnisse.
Kaiser Karl IV. gab unter anderem das Recht, einen Jahrmarkt am Marien-Magdalenentag (22. Juli) abzuhalten. Bis heute wird dieses Recht mit dem jährlichen Dischinger Marktfest im Juli genutzt.

### Neuzeit
Nach dem Landshuter Erbfolgekrieg wurde 1505 das Fürstentum Pfalz-Neuburg gebildet, zu dem auch Dischingen gehörte. 1734 gelang es den Fürsten von Thurn und Taxis, Dischingen in ihre Herrschaft zu bekommen. Im Rahmen der Mediatisierung fiel Dischingen 1806 an Bayern und kam durch den Grenzvertrag von 1810 an das Königreich Württemberg, in welchem es dem Oberamt Neresheim unterstellt wurde. Bei der Kreisreform während der NS-Zeit in Württemberg gelangte Dischingen 1938 zum Landkreis Heidenheim. 1945 wurde das Gebiet der Gemeinde Teil der Amerikanischen Besatzungszone und gehörte somit zum neu gegründeten Land Württemberg-Baden, das 1952 im jetzigen Bundesland Baden-Württemberg aufging.

### Religionen
Dischingen ist von der Reformation unberührt geblieben und blieb römisch-katholisch. Heute gehört es zum Katholischen Dekanat Heidenheim in der Diözese Rottenburg-Stuttgart. Die evangelischen Gläubigen gehören der Kirchengemeinde Fleinheim-Dischingen im Kirchenbezirk Heidenheim an. 53 Dischinger (oder 1 % der Gesamtbevölkerung) sind im Jahr 2022 aus der Kirche ausgetreten. Insgesamt sind in den Jahren 2001 bis 2022 354 Menschen (oder rund 8 % der Gesamtbevölkerung) ausgetreten.

### Einwohnerentwicklung
Die Einwohnerzahlen nach dem jeweiligen Gebietsstand sind Schätzungen, Volkszählungsergebnisse (¹) oder amtliche Fortschreibungen des Statistischen Landesamtes Baden-Württemberg (nur Hauptwohnsitze).
| Jahr                 | Einwohner |
| -------------------- | --------- |
| 1. Dezember 1871 1   | 3825      |
| 1. Dezember 1880 1   | 3773      |
| 1. Dezember 1890 1   | 3699      |
| 1. Dezember 1900 1   | 3553      |
| 1. Dezember 1910 1   | 3504      |
| 16. Juni 1925 1      | 3489      |
| 16. Juni 1933 1      | 3375      |
| 17. Mai 1939 1       | 3161      |
| 13. September 1950 1 | 4646      |
| 6. Juni 1961 1       | 4215      |

| Jahr               | Einwohner |
| ------------------ | --------- |
| 27. Mai 1970 1     | 4504      |
| 31. Dezember 19800 | 4179      |
| 25. Mai 1987 1     | 4356      |
| 31. Dezember 19900 | 4507      |
| 31. Dezember 19950 | 4708      |
| 31. Dezember 20000 | 4621      |
| 31. Dezember 20050 | 4580      |
| 31. Dezember 20100 | 4419      |
| 31. Dezember 20150 | 4352      |
| 31. Dezember 20200 | 4376      |

### Eingemeindungen
- 1. Januar 1972: Trugenhofen[6]
- 1. Januar 1974: Ballmertshofen, Demmingen, Dunstelkingen, Eglingen, Frickingen[7]

## Politik

### Gemeinderat
In Dischingen wird der Gemeinderat nach dem Verfahren der unechten Teilortswahl gewählt. Dabei kann sich die Zahl der Gemeinderäte durch Überhangmandate verändern. Der Gemeinderat in Dischingen besteht nach der letzten Wahl aus den 21 (2019: 19) gewählten ehrenamtlichen Gemeinderäten und dem Bürgermeister als Vorsitzendem. Der Bürgermeister ist im Gemeinderat stimmberechtigt. 
Die Kommunalwahl am 9. Juni 2024 führte zu folgendem Ergebnis.
| Parteien und Wählergemeinschaften | Parteien und Wählergemeinschaften           | % 2024  | Sitze 2024 | % 2019 | Sitze 2019 |
| --------------------------------- | ------------------------------------------- | ------- | ---------- | ------ | ---------- |
| FWD                               | Freier Wählerblock Dischingen               | 41,84   | 9          | 51,86  | 10         |
| CDU                               | Christlich Demokratische Union Deutschlands | 34,36   | 7          | 37,29  | 7          |
| ÖDP                               | Ökologisch-Demokratische Partei             | 10,35   | 2          | 10,85  | 2          |
| BGD                               | Bürgervereinigung Gemeinde Dischingen       | 10,75   | 2          | –      | –          |
| AfD                               | Alternative für Deutschland                 | 2,71    | 1          | –      | –          |
| Gesamt                            | Gesamt                                      | 100,0   | 21         | 100,0  | 19         |
| Wahlbeteiligung                   | Wahlbeteiligung                             | 71,26 % | 71,26 %    | 67,7 % | 67,7 %     |

### Bürgermeister
- 1954–1986: Hermann Zeyer
- 1986–2006: Bernd Hitzler (CDU)
- 2006–2022: Alfons Jakl (CDU)
- seit 2022: Dirk Schabel

Bürgermeister ist seit dem 8. September 2022 Dirk Schabel. Er wurde am 3. Juli 2022 mit 51 Prozent der Stimmen gewählt. Sein Vorgänger Alfons Jakl, der ab 2006 amtierte und 2014 wiedergewählt wurde, trat nicht erneut an.

### Wappen
| Wappen der Gemeinde Dischingen | Blasonierung: „In gespaltenem Schild vorne in Rot ein aufrechter goldener (gelber) Schlüssel mit linkshin gewendetem Bart, hinten in Gold (Gelb) drei liegende rote Messer übereinander, die Spitzen zur Spaltung.“ |
| Wappen der Gemeinde Dischingen | Wappenbegründung: Für 1930 ist in den Schultheißenamtssiegeln ein heraldisches Stempelbild belegt, das – nach der Schildform zu schließen – auf die Jahre um 1820 zurückgeht. Es zeigt unter der Initiale D den Dachs aus dem Stammwappen der Fürsten von Thurn und Taxis, deren Sommersitz bei Dischingen liegt. Mangels Festlegung von Farben ist dieses Stempelbild nie zum Wappen im vollen Sinne geworden. Während die drei Messer dem Wappen des Melchior Tischinger von 1465 entnommen sind, ist für den Schlüssel keine stichhaltige Begründung bekannt. Am 9. Februar 1957 verlieh das Innenministerium der Gemeinde Dischingen außer der Flagge auch das jetzige Wappen. |

Wappen der ehemals eigenständigen Gemeinden und heutigen Ortsteile

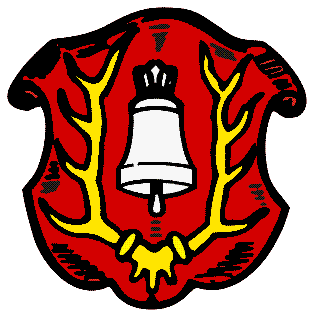
Ballmertshofen
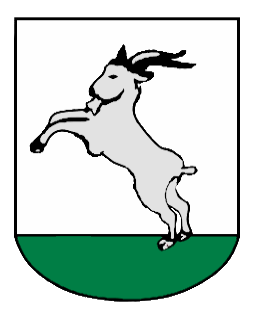
Demmingen
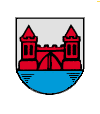
Dunstelkingen
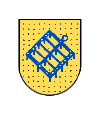
Eglingen
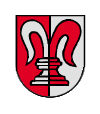
Frickingen
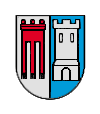
Trugenhofen

### Partnerschaften
Die Gemeinde begründete 1990 eine Partnerschaft zur Gemeinde Eckartsberg in Sachsen. Nachdem Eckartsberg 1994 nach Mittelherwigsdorf eingemeindet wurde, ist die Partnerschaft dorthin übergegangen.

## Wirtschaft und Infrastruktur

### Verkehr

#### Autobahn
Die nächste Anschlussstelle der Bundesautobahn 7 (AS 116, Heidenheim) liegt zwölf Kilometer entfernt. 

#### Härtsfeld-Museumsbahn
Von 1901 bis 1972 war Dischingen durch die Härtsfeldbahn (Aalen–Dillingen) an das Bahnnetz angebunden. Die Ortsteile Iggenhausen und Katzenstein besitzen seit 2021 jeweils einen Haltepunkt der Härtsfeld-Museumsbahn.

#### Radverkehr
Der Schwäbische-Alb-Radweg führt als Landes-Radfernweg vom Bodensee über den Norden Heidenheims und Nattheim nach Dischingen und weiter über Neresheim und Bopfingen nach Donauwörth.

#### Albschäferweg
Der Albschäferweg führt als Wanderweg über die Gemarkung Dischingen.

### Bildung
Mit der Egauschule verfügt Dischingen über eine Grund- und Hauptschule mit Werkrealschule. Außerdem gibt es in Demmingen und Frickingen jeweils eine Grundschule. Für die kleinsten Einwohner gibt es in Ballmertshofen, Demmingen, Dischingen, Dunstelkingen, Eglingen und Frickingen je einen Kindergarten.

## Kultur und Sehenswürdigkeiten
Dischingen liegt an der Schwäbischen Albstraße, die an vielen Sehenswürdigkeiten vorbeiführt.

### Museen
- Heimatmuseum Dischingen
- Museum für Kutschen, Chaisen und Karren
- Schloss Ballmertshofen mit Bildergalerie und Museum

### Bauwerke

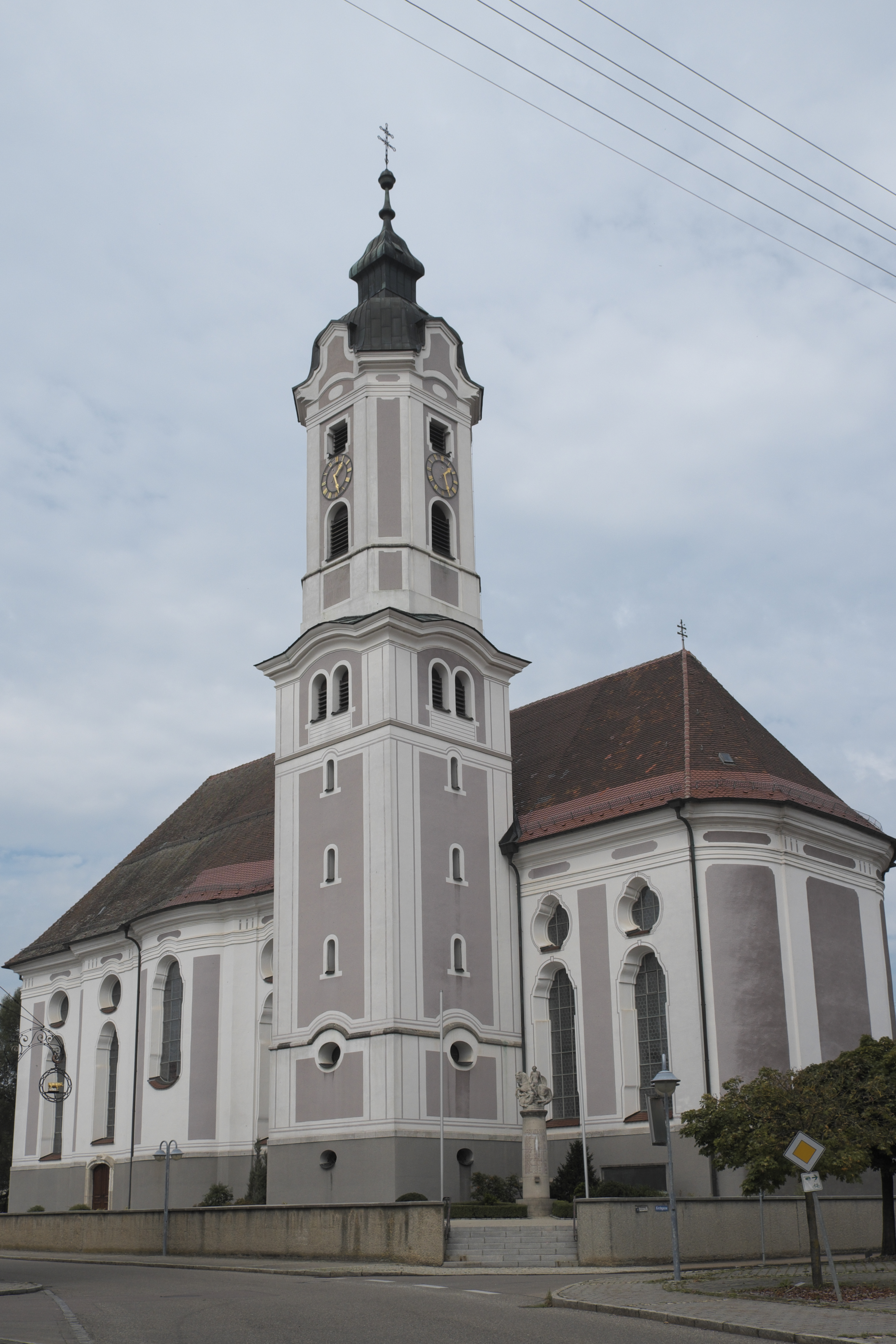
Pfarrkirche St. Johannes Baptist

- Katholische Pfarrkirche St. Johannes Baptist
- Kapelle Vierzehn Nothelfer[11]
- Johannes-Nepomuk-Kapelle Iggenhausen[11]
- Burg Katzenstein, eine der ältesten erhaltenen Stauferburgen in Süddeutschland
- Denkmalgeschütztes ehemaliges Fürstliches Forstamt, erbaut 1773 (früherer Verwendungszweck u. a. als Dischinger Dorfgefängnis)
- Hochstatter Hof
- Schloss Taxis und der Englische Wald
- Wildpark um Schloss Duttenstein
- Denkmalgeschütztes Bahnhofsgebäude Dischingen

### Naturdenkmäler
- Eisbühl, eine ehemalige Keltensiedlung
- Felsformationen um Dischingen herum. Das besondere an diesen schroffen Felsen ist, dass sie bei dem Meteoriteneinschlag, durch den das Nördlinger Ries entstanden ist, etwa 20 Kilometer weit geflogen und unter anderem in Dischingen eingeschlagen sind
- Härtsfeldsee
- Naturschutzgebiet Zwing, (Ansiedlung von Wisenten ab 2022 geplant)[12]

## Persönlichkeiten

### Söhne und Töchter der Gemeinde
- Maximilian von Württemberg (1828–1888), geboren in Trugenhofen, württembergischer Herzog
- Georg Baur (1895–1975), geboren in Trugenhofen, Politiker (CDU), Landtags- und Bundestagsabgeordneter
- Alois Joseph Benedicter (1843–1930), in Dischingen geboren, in Pasing gestorben, Maler

### Ehrenbürger
- Fürstin Margarete von Thurn und Taxis (1870–1955), verliehen 1953
- Prälat Franz Müller (1900–1989), verliehen 1953
- Karl August von Thurn und Taxis (1898–1982), verliehen 1973
- Pfarrer Bernhard Roter, verliehen 1989
- Horst Moeferdt, verliehen 1997
- Bürgermeister a. D. Hermann Zeyer, verliehen 2009
- Rektor a. D. Bernhard Pampuch